# Adrian Edmondson
Adrian Charles "Ade" Edmondson, född 24 januari 1957 i Bradford i West Yorkshire, är en brittisk komiker, skådespelare, författare, musiker, programledare och regissör. Edmondson har bland annat gjort rollen som Vyvyan Basterd i Hemma värst och Eddie Hitler i Bottom. Han har samarbetat med Rik Mayall som medverkade i Hemma värst och Bottom. Edmondson gör rollen som greve Ilja Rostov i BBC:s produktion av Leo Tolstojs Krig och fred från 2016.
Edmondson är sedan 1985 gift med skådespelaren Jennifer Saunders, tillsammans har de tre barn.

## Filmografi (i urval)
- 1982–1984 – Hemma värst (TV-serie)
- 1983–2012 – The Comic Strip (TV-serie)
- 1985 – The Supergrass
- 1989 – Blackadder Goes Forth (TV-serie)
- 1991–1995 – Bottom (TV-serie)
- 1992–1994 – Helt hysteriskt (TV-serie)
- 2001 – Bottom 2001: An Arse Oddity
- 2003–2004 – Jonathan Creek (TV-serie)
- 2005–2008 – Holby City (TV-serie)
- 2007 – Jane Austens ånger
- 2011 – Ade in Britain (TV-serie)
- 2016 – Krig och fred (TV-serie)
- 2016 – One of Us (TV-serie)
- 2017 – Star Wars: The Last Jedi
- 2021 – The Pact (TV-serie)
- 2023 – Rain Dogs (TV-serie)
- 2025 – Alien: Earth (TV-serie)